# Фёдоровка (Сакский район)
Федоровка (укр. Федорівка, крымскотат. Födorovka, Фёдоровка) — бывшее село в Сакском районе Автономной Республики Крым. Подчинялось Новофедоровскому поселковому совету, по переписи населения 2001 года имело 46 жителей. Располагалось на северо-западной окраине Новофёдоровки.

## История
Впервые в доступных источниках встречается на карте Генштаба 1938 года. После освобождения Крыма от фашистов, 12 августа 1944 года было принято постановление № ГОКО-6372с «О переселении колхозников в районы Крыма», по которому в район из Курской и Тамбовской областей РСФСР в район переселялись 8100 колхозников, а в начале 1950-х годов последовала вторая волна переселенцев из различных областей Украины. С 25 июня 1946 года в составе Крымской области РСФСР. Ранее село входило в состав Новодмитриевского сельсовета, с 23 октября 1963 года — в состав Ореховского сельсовета. 18 декабря 1992 года образован Новофедоровский поселковый совет, в который включили село.
Снято с учета решением Верховной Рады Автономной Республики Крым от 17 февраля 2010. Это решение было обусловлено тем, что раньше село было включено в границы поселка городского типа Новофедоровке.